# Atomisme (natuurfilosofie)

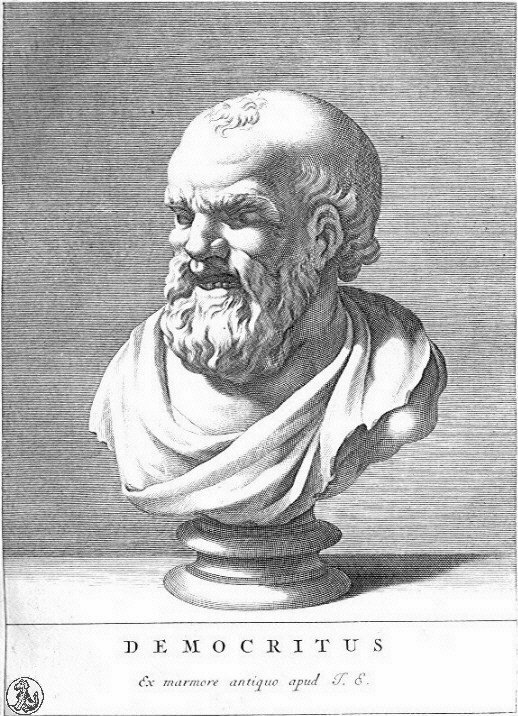
Democritus.

Het atomisme was een filosofische theorie uit de klassieke oudheid, die stelde dat alle stoffen zijn opgebouwd uit ontelbare, minuscule ondeelbare blokjes: atomen, afgeleid van het Griekse a-tomos (on-deelbaar). Leucippus en Democritus volgden deze leer. 
Het antieke atomisme speculeerde over wat de fundamentele bouwblokken van de realiteit waren, waar werkelijk alles uit zou bestaan. De klassieke atomisten stelden dat deze bouwblokken intens kleine objecten waren. Een van de belangrijkste stellingen van het atomisme was, dat als er enkel atomen bestaan, er eigenlijk geen materiële objecten buiten de atomen om bestaan (enkel informatie en informatiedragers). Dit betekent dat lichamen, wolken, planeten, niet werkelijk zouden bestaan; in ieder geval niet in de vormen waarin de mens deze met zijn zintuigen waarneemt. Deze stelling is het metafysisch nihilisme. Deze uiterste consequentie van het atomisme werd besproken door atomisten als Democritus, Hobbes en misschien zelfs Kant, al is het niet zeker of Kant zelf een atomist was.

## Presocratisch atomisme
De Abderieten (Grieks: Σχολή των Αβδήρων) vormden een presocratische school in Abdera, opgericht in Thracië, omstreeks 440-430 v.Chr. Hoewel Abdera in Thracië (Noord-Griekenland) de thuisstad was van drie presocratische filosofen - Protagoras, Leucippus en Democritus - wordt de benaming abderieten en school van Abdera voorbehouden aan de laatste twee. Zij waren de grondleggers van het atomisme. Andere leden van de school waren Metrodorus van Chios en Anaxarchus van Abdera. Deze laatste was de leraar van Pyrrho, die later de school zou leiden en naar wie het pyrronisme werd genoemd.

### Epicurus en Lucretius
Leucippus was de eerste Griek wiens atoomleer bekend geworden is. Zij is verder ontwikkeld door zijn leerling Democritus van Abdera en door Epicurus die op zijn beurt werd verdedigd door Lucretius. Werkelijk zijn volgens hen slechts de, met de zintuigen niet waarneembare, ondeelbare atomen en de lege ruimte waarin zij zich bevinden. Deze kleinste deeltjes verschillen van elkaar slechts door hun vorm, grootte en de positie die zij ten opzichte van elkaar innemen. Epicurus kende de atomen bovendien verschillende zwaarten toe. Alle materie ontstaat en vergaat door samengaan en uiteengaan van atomen. Dit proces is niet gestuurd of doelgericht, maar puur mechanisch.

## Moderneatoomtheorie
Het moderne, empirische, natuurwetenschappelijke concept atoom werd ingevoerd door John Dalton, en is inmiddels verder verfijnd. De niet verder deelbare, kleinste deeltjes materie zijn in de moderne natuurkunde de elementaire deeltjes, die samen het atoom vormen.

## Logisch atomisme (analytische filosofie)
Vertegenwoordigers:
- Bertrand Russell 1872-1970
- Ludwig Wittgenstein 1889-1951

Het logisch atomisme komt voort uit het idee dat de structuur van taal overeenkomt met de structuur van de werkelijkheid.
Logisch atomisme is het analyseren van taal tot basisuitspraken.